# Powiat Jennersdorf
Powiat Jennersdorf (niem. Bezirk Jennersdorf) – powiat w Austrii, w kraju związkowym Burgenland, przy granicy austriacko-słoweńsko-węgierskiej. Siedziba powiatu znajduje się w mieście Jennersdorf.

## Geografia
Powiat graniczy: na południowym zachodzie z powiatem Feldbach, na północnym zachodzie z powiatem Fürstenfeld (dwa w Styrii), na północy z powiatem Güssing, na wschodzie powiat graniczy z węgierskim komitatem Vas a na południu ze Słowenią.
Przez powiat przepływają Raba i Lafnitz.
Najbardziej na północ wysuniętą gminą jest Deutsch Kaltenbrunn, najbardziej na południe a zarazem na zachód jest Neuhaus am Klausenbach, na wschód wysunięta jest gmina Heiligenkreuz im Lafnitztal.
Najmniejszą gminą jest pod względem powierzchni jest Mühlgraben (ok. 5,5 km²), największą zaś Sankt Martin an der Raab (ok. 43 km²).
Mühlgraben posiada najmniej mieszkańców (428), miasto powiatowe Jennersdorf jest zamieszkane przez najwięcej osób – 4 241.

## Podział administracyjny
Powiat podzielony jest na 12 gmin, w tym jedną gminę miejską (Stadt), siedem gmin targowych (Marktgemeinde) oraz cztery gminy wiejskie (Gemeinde). Ludność wg stanu na 1 stycznia 2023.
| Miasta 1. Jennersdorf (4143) Gminy targowe 1. Deutsch Kaltenbrunn (1743) 2. Heiligenkreuz im Lafnitztal (1283) 3. Minihof-Liebau (1041) 4. Mogersdorf (1171) 5. Neuhaus am Klausenbach (931) 6. Rudersdorf (2208) 7. Sankt Martin an der Raab (1962) | Gminy 1. Eltendorf (922) 2. Königsdorf (770) 3. Mühlgraben (385) 4. Weichselbaum (714) |

## Transport
Przez powiat przebiegają drogi krajowe: B57 (Güssinger Straße), B58 (Doiber Straße) i B65 (Gleisdorfer Straße).
Stacje kolejowe usytuowane są w Jennersdorfie, Weichselbaumie i Mogersdorfie, leżą one na Wschodniej Styryjskiej Linii Kolejowej (Graz-Szombathely).
Na granicy z Węgrami jest po jednym drogowym i kolejowym przejściu granicznym.